# オルブライト＝ノックス美術館

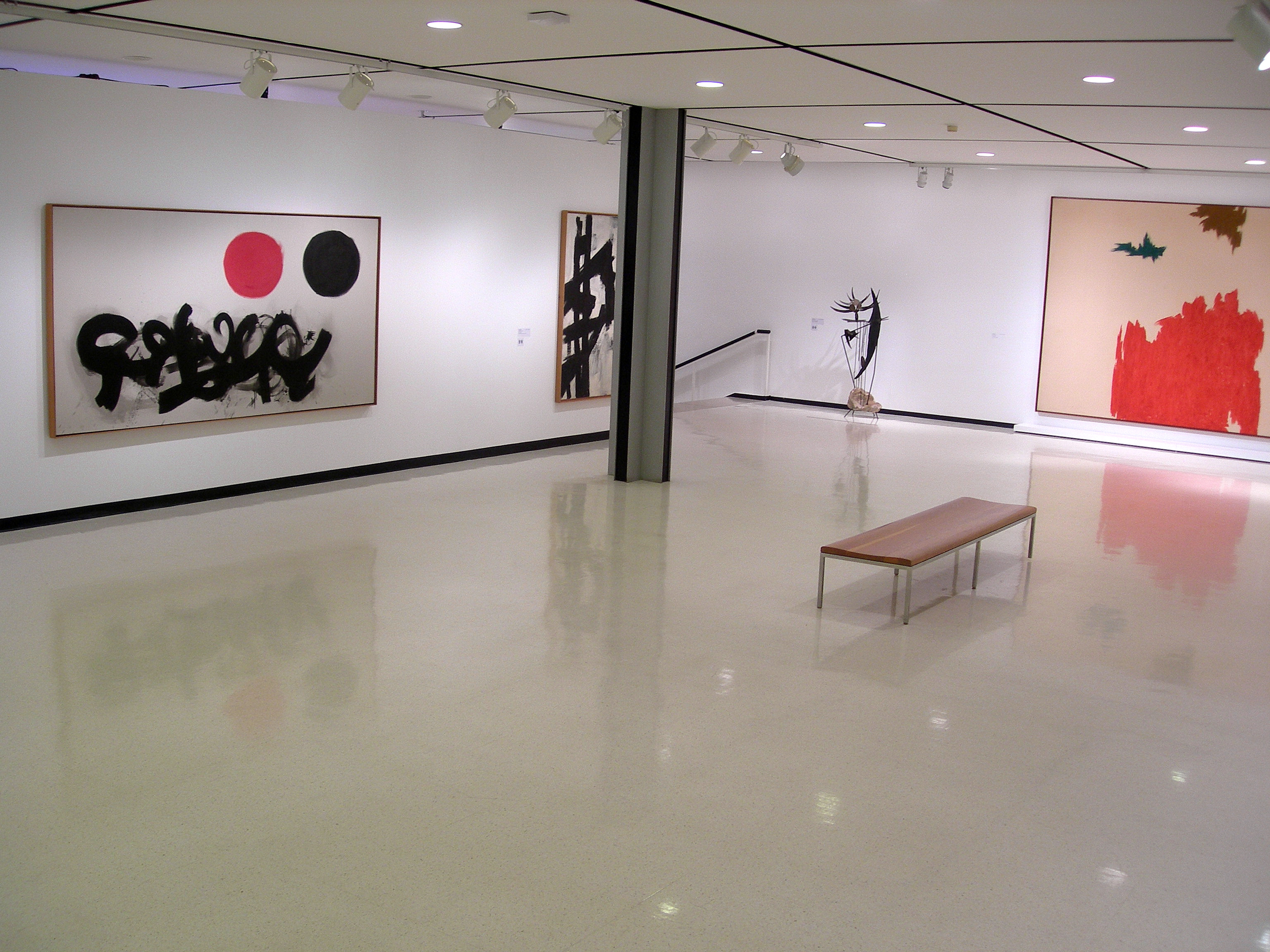
内観

オルブライト＝ノックス美術館（オルブライト＝ノックスびじゅつかん、Albright-Knox Art Gallery）は、ニューヨーク州バッファローにある美術館である。アメリカで6番目に古い公共の美術館である。特にコンテンポラリー・アートで知られている。

## 沿革
オルブライト＝ノックス美術館の前身となる組織は1862年設立のバッファロー・ファイン・アーツ・アカデミーである。1890年、バッファロー在住の起業家であり慈善家であったジョン・J・オルブライトがこのアカデミーのために美術館の建設をはじめる。1905年に完成。
1962年、拡張部分が銀行家のシーモア・H・ノックスとその家族、また寄付により建設された。この時にオルブライト＝ノックス美術館と名前が改められた。この新しい建物はゴードン・バンシャフトによりデザインされた。
オルブライト＝ノックス美術館はアメリカ合衆国国家歴史登録財に登録されている。

## コレクション
印象派やポスト印象派、キュビズムやシュルレアリスム、抽象表現主義等の作品を所蔵している。また、アーシル・ゴーキー、クリフォード・スティル、アンディ・ウォーホル、ペール・キルケビー、ゲオルク・バゼリッツ、ジョン・コンネル、アラン・グラハム、キキ・スミス、ジャクソン・ポロック等の作品も所蔵されている。

### おもな絵画

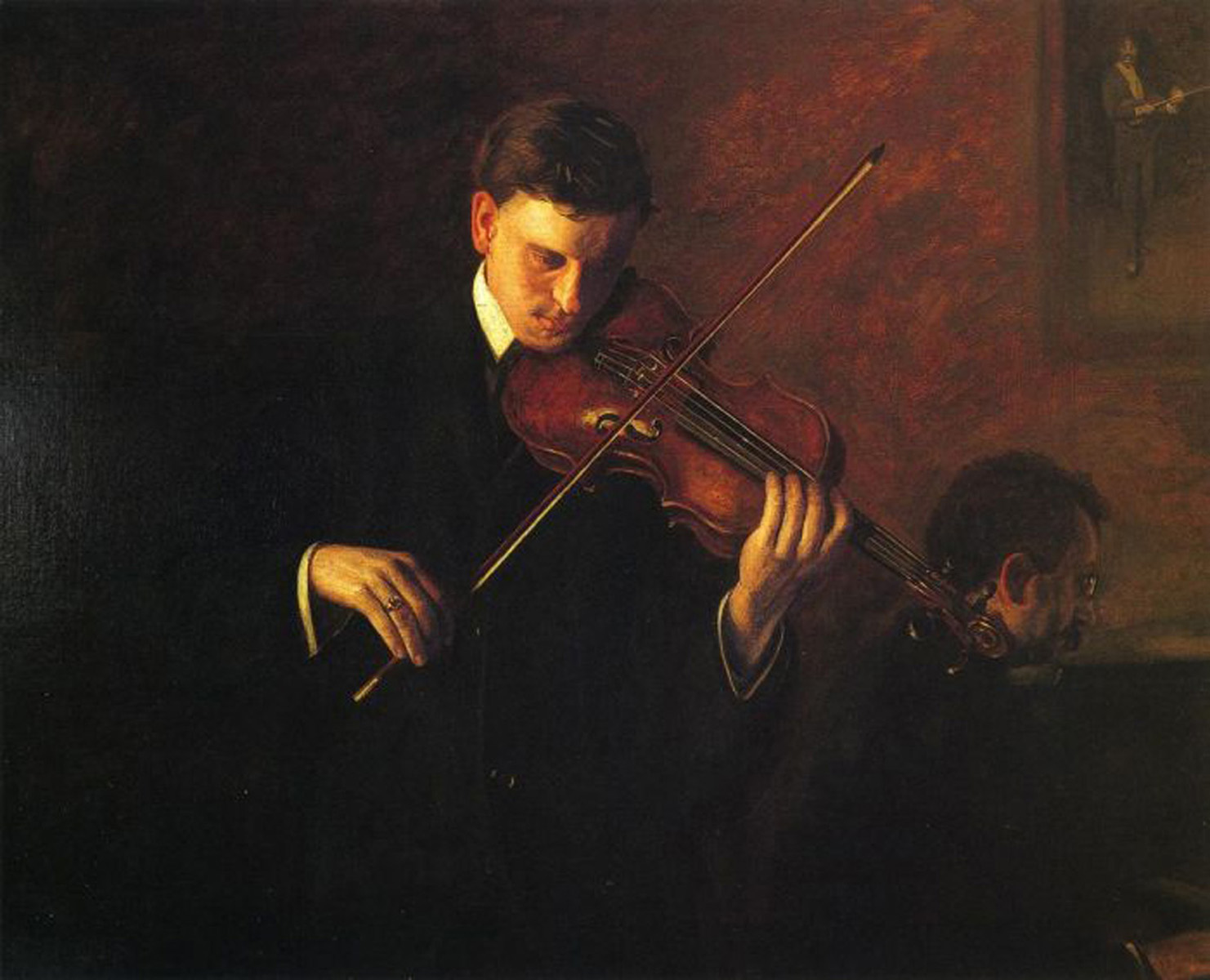
トマス・エイキンズ Music　1904年
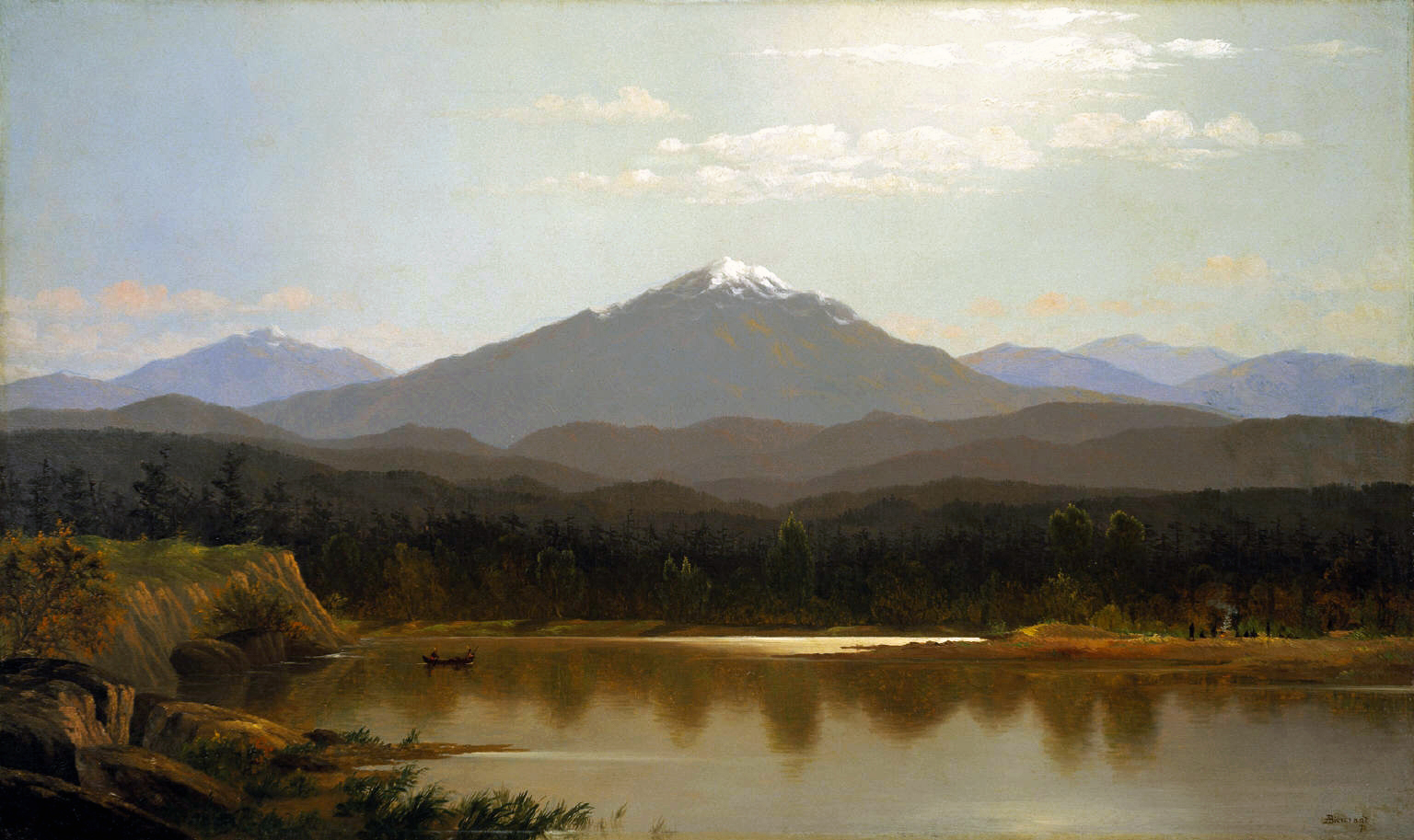
アルバート・ビアスタット Laramie Peak　1870年
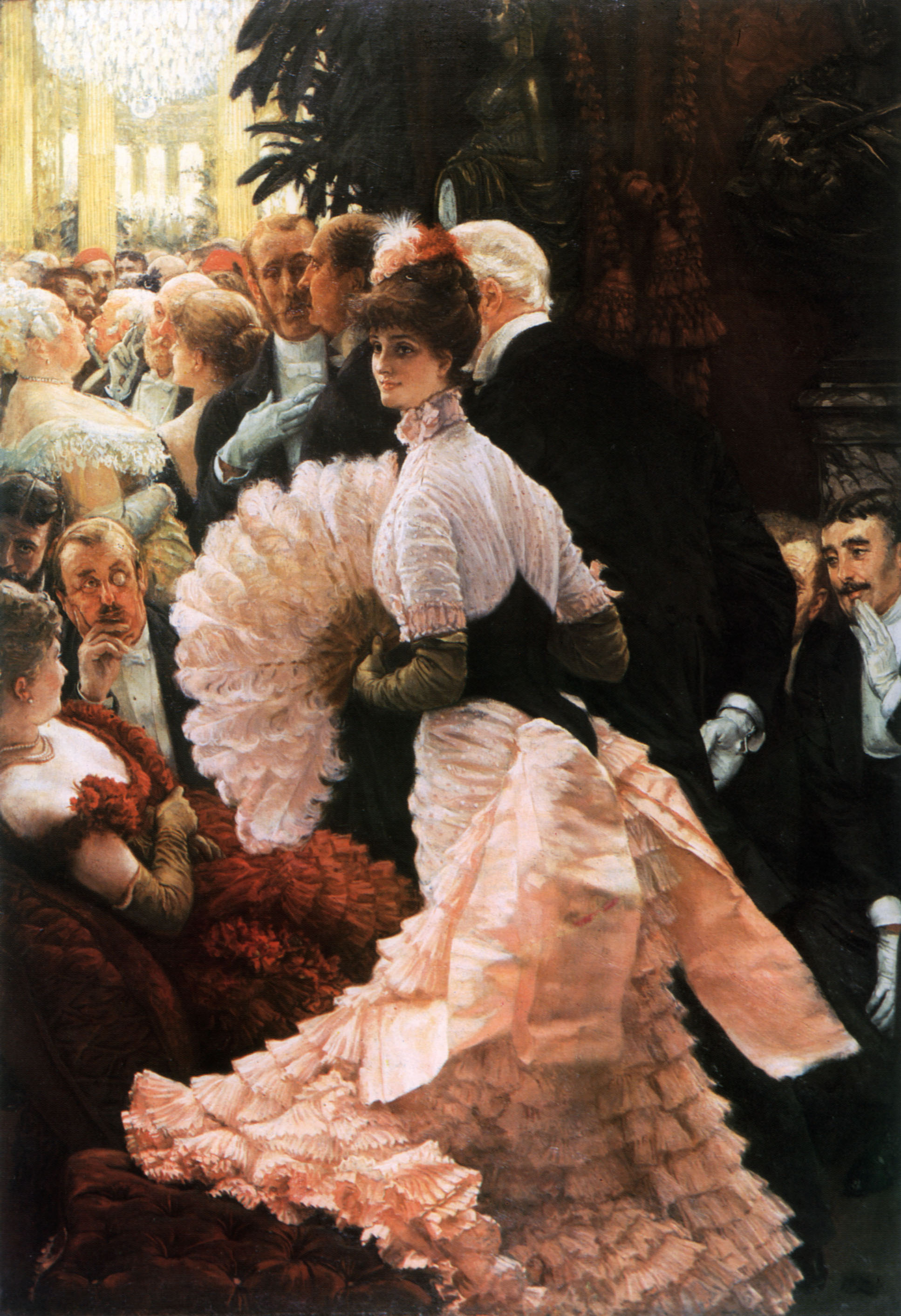
ジェームズ・ティソ A Woman of Ambition　1883-85年
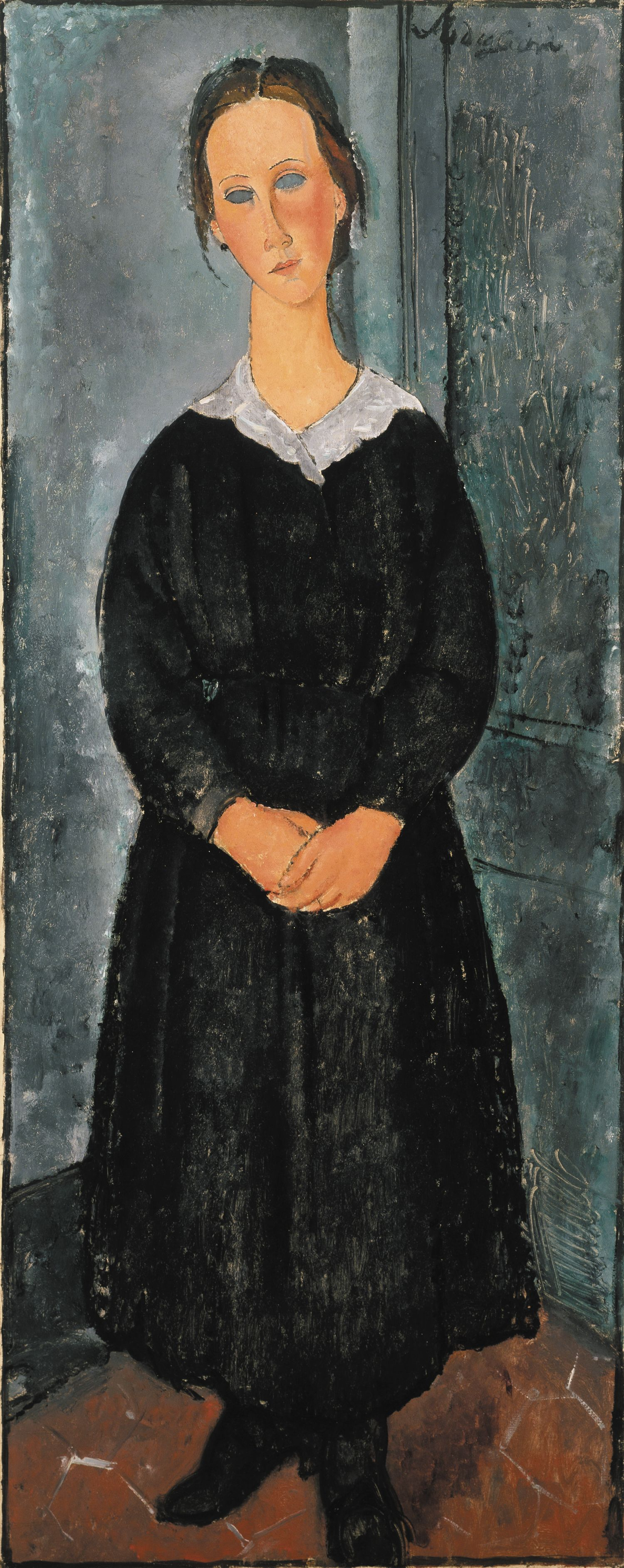
アメデオ・モディリアーニ The Servant Girl　1918年頃
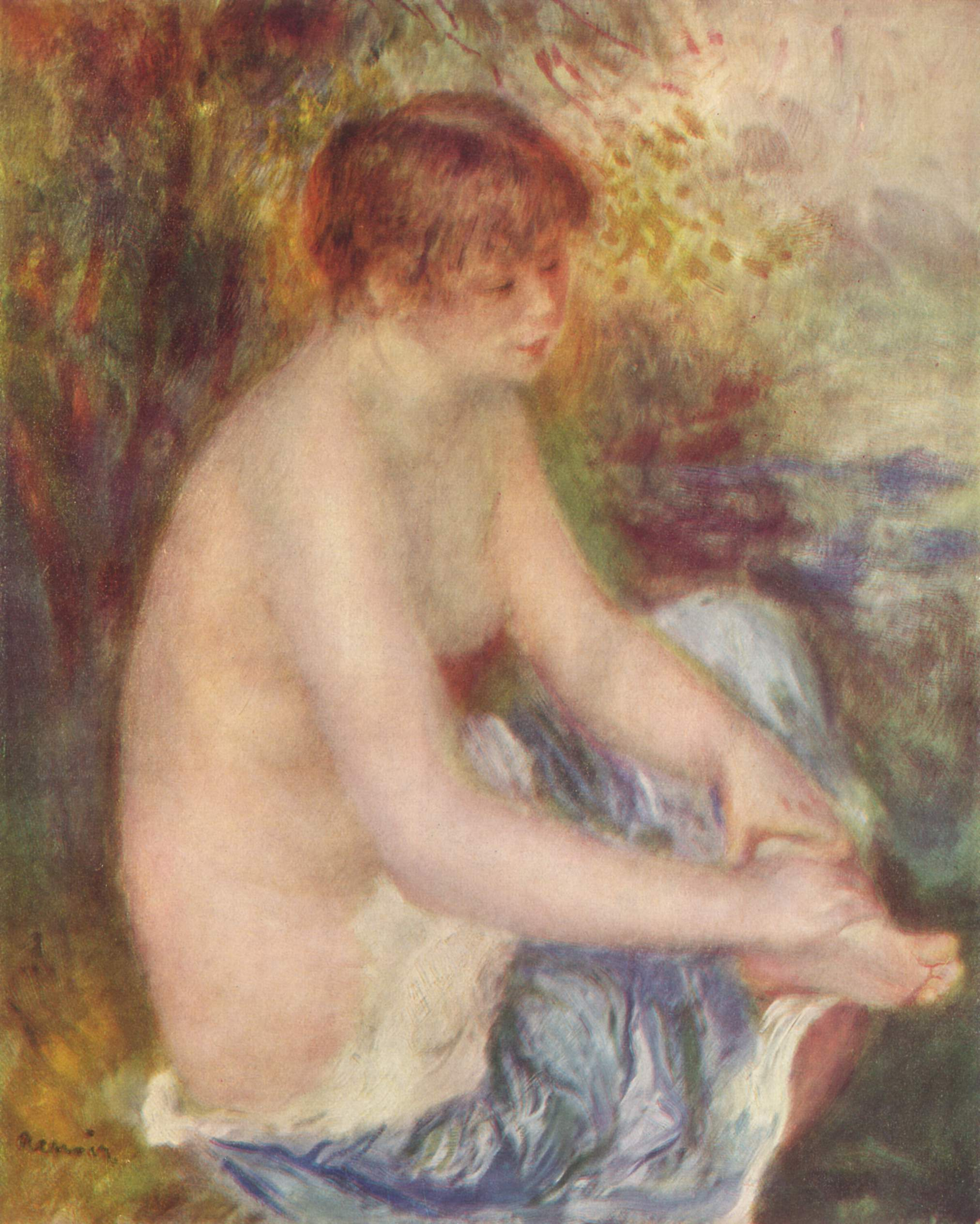
ピエール＝オーギュスト・ルノワール Small Nude in Blue　1878-79年
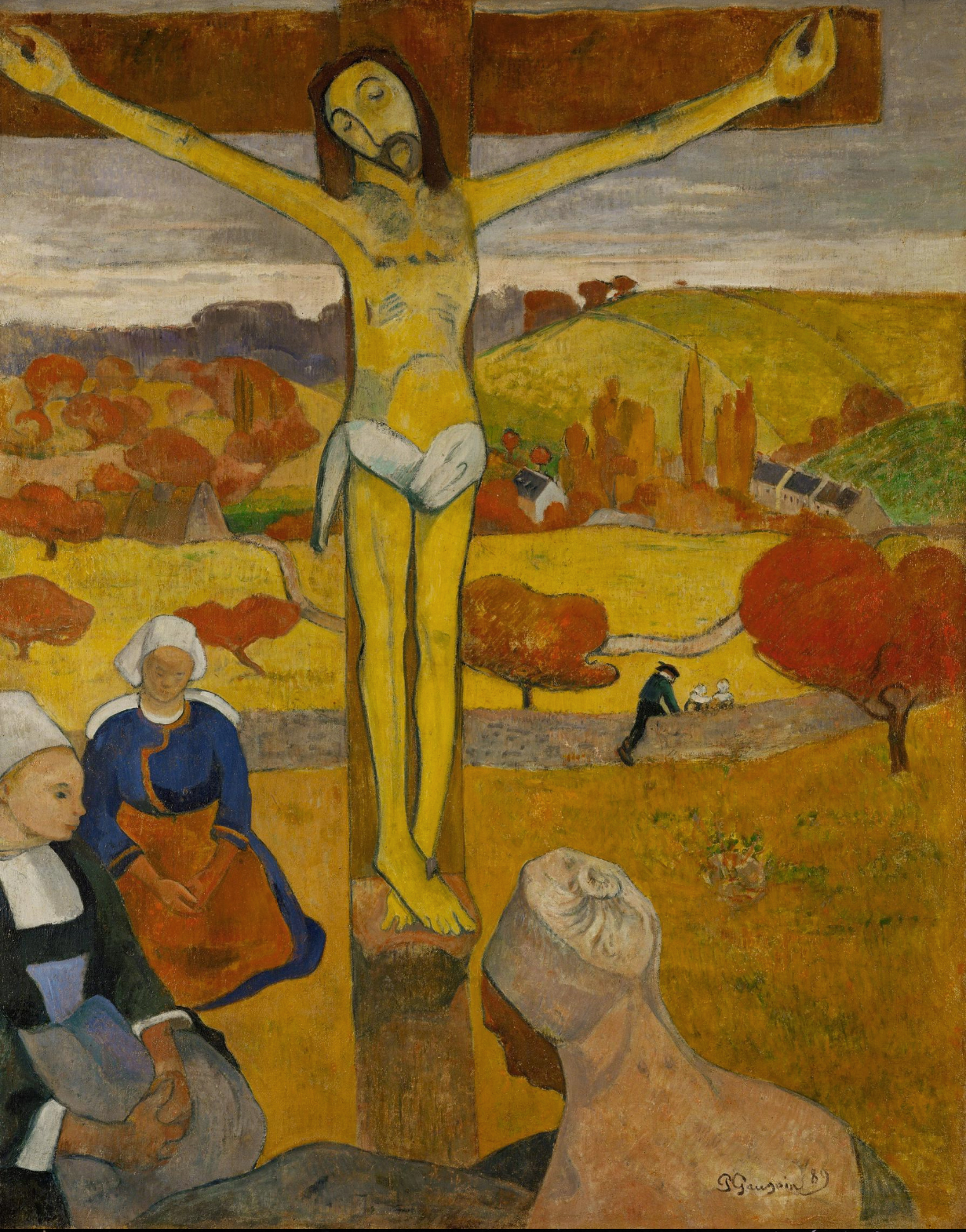
ポール・ゴーギャン 、黄色いキリスト　1889年
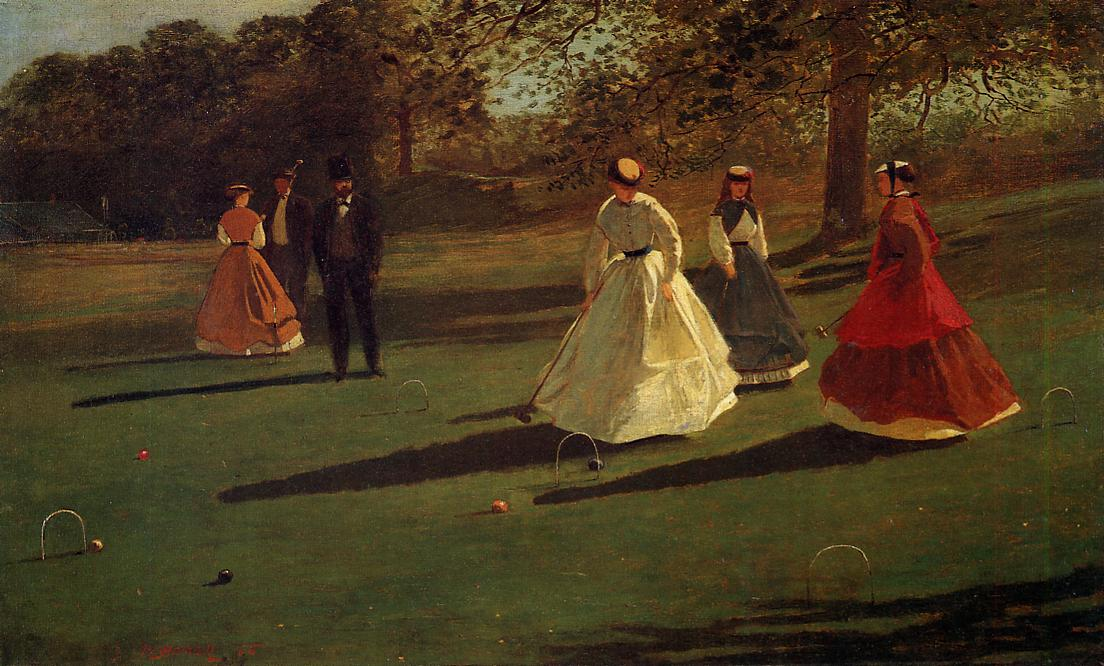
ウィンスロー・ホーマー Croquet Players　1865年
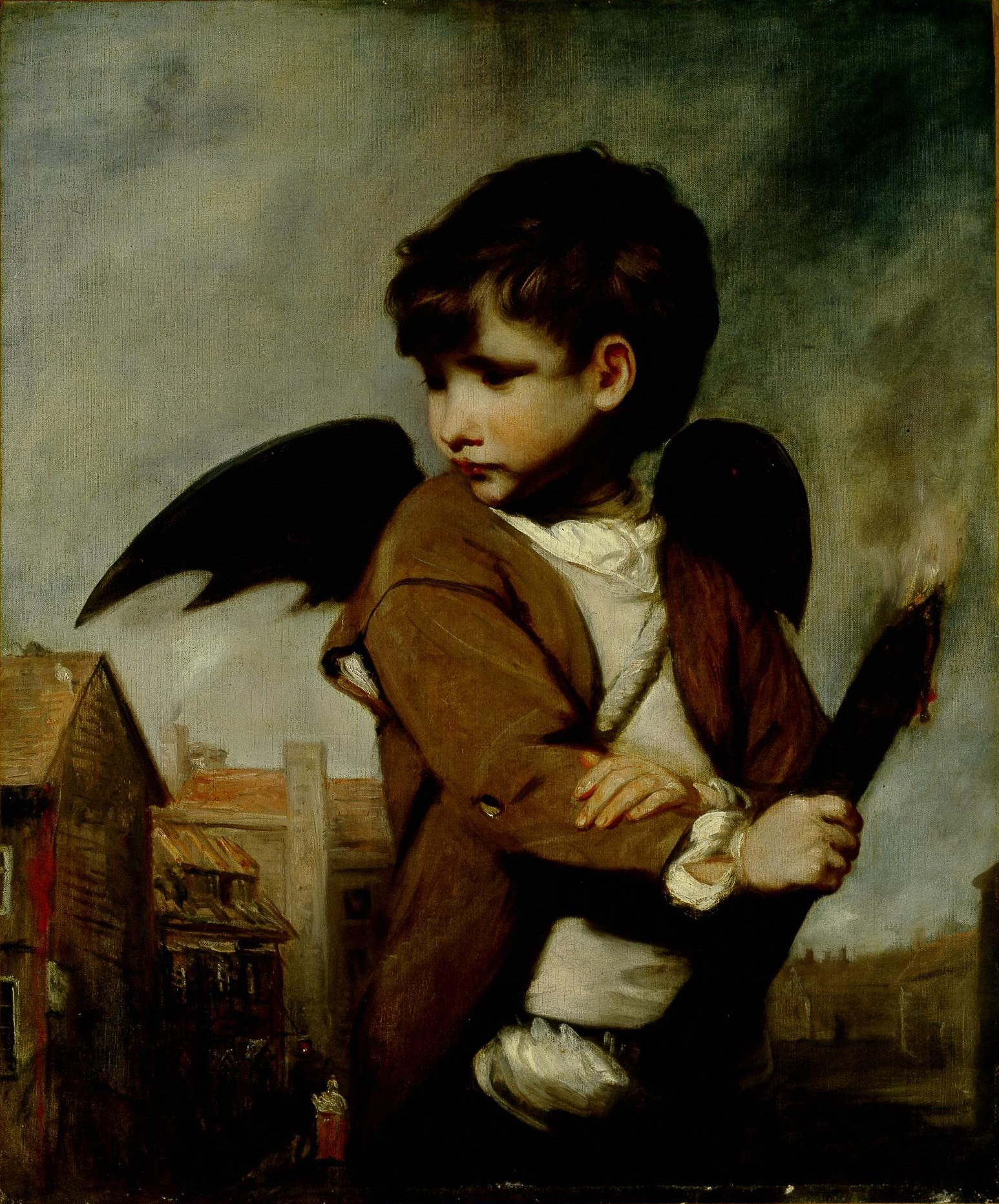
ジョシュア・レノルズ Cupid as Link Boy　1774年
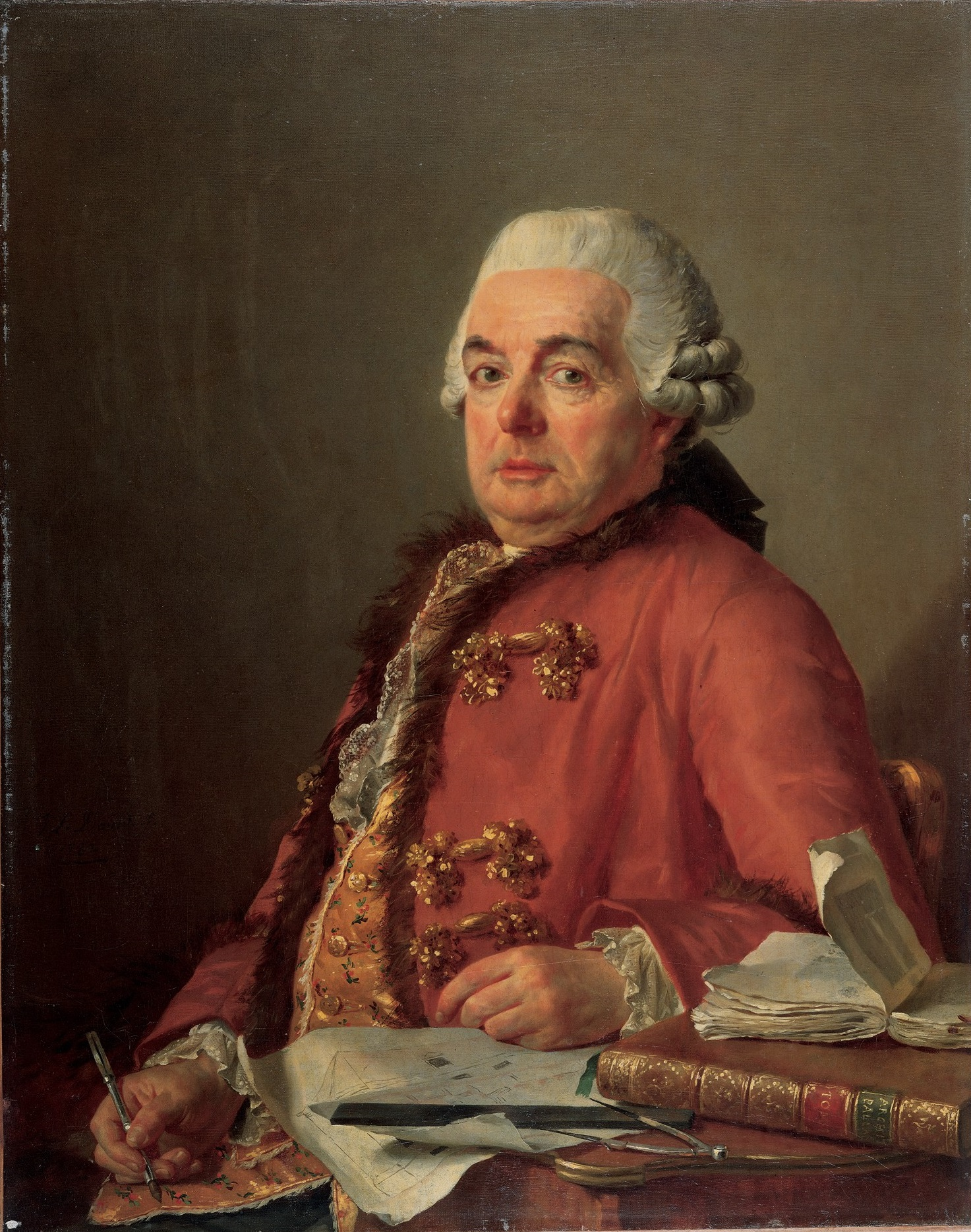
ジャック＝ルイ・ダヴィッド Jacques-François Desmaisonsの肖像　1782年
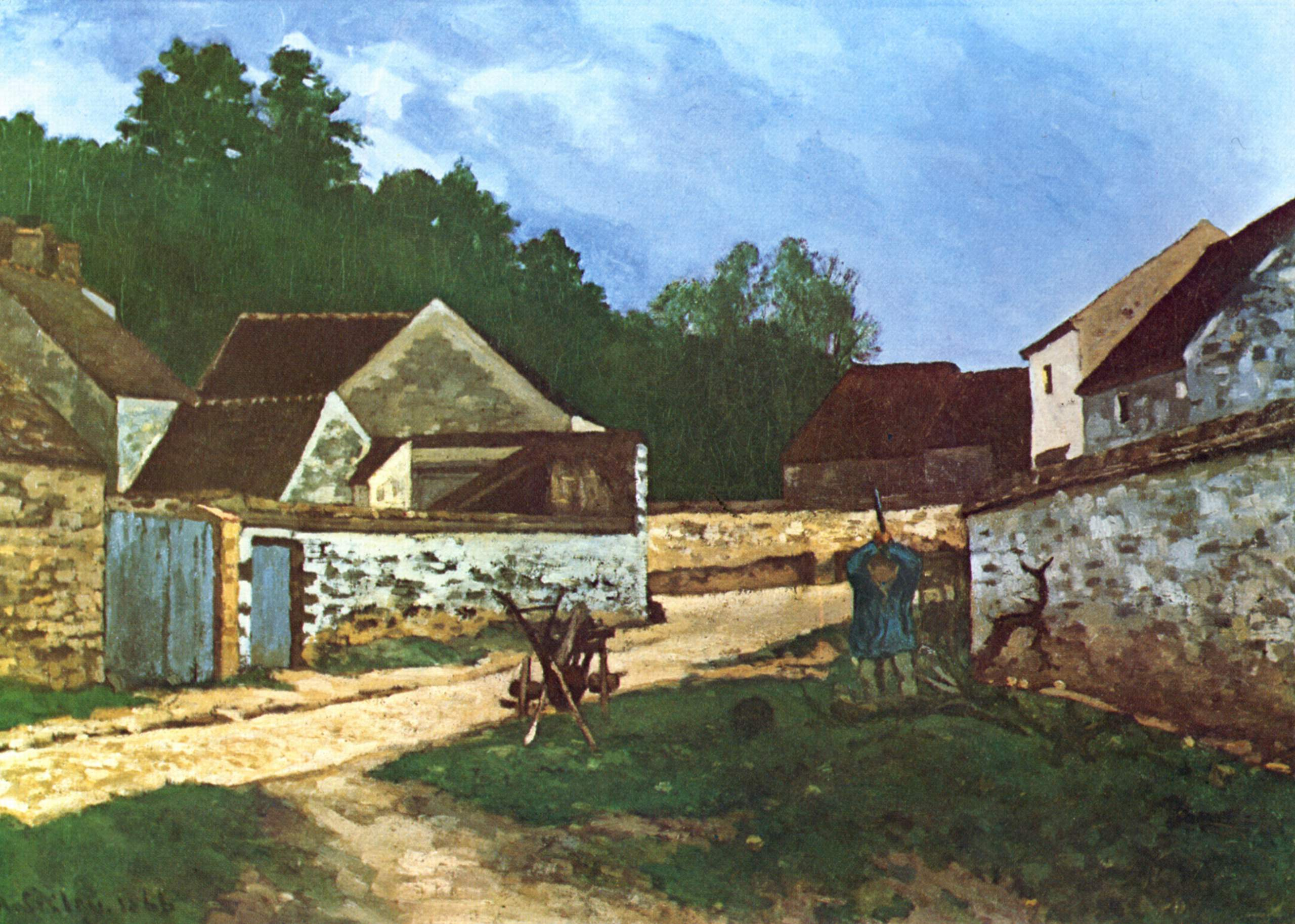
アルフレッド・シスレー Rue de village à Marlotte　1866年
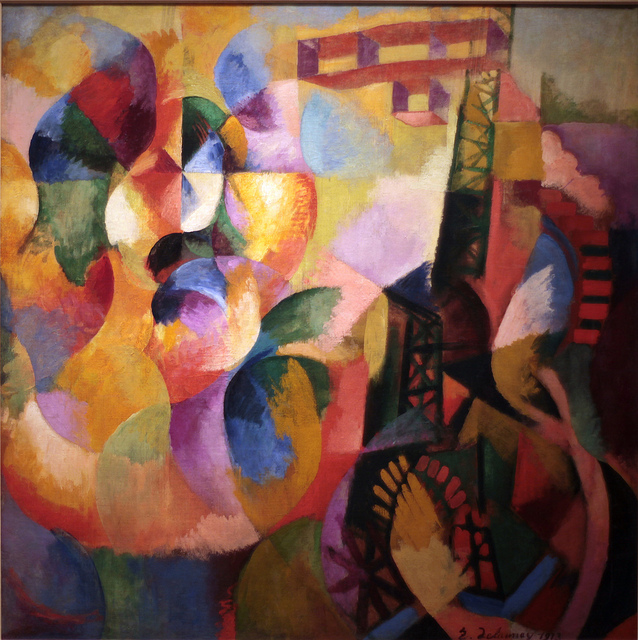
ロベール・ドローネー 太陽, 塔, 飛行機　1913年
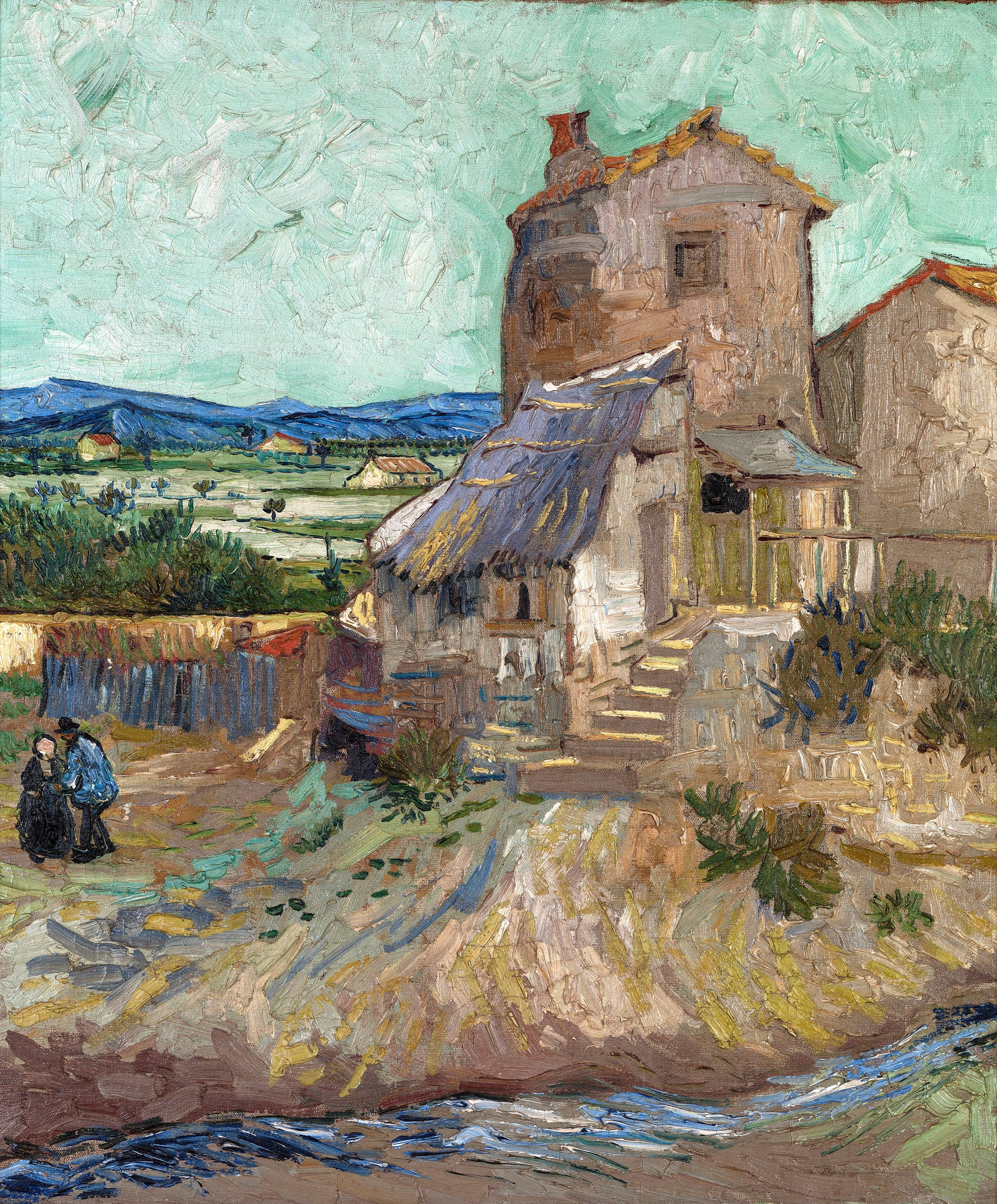
フィンセント・ファン・ゴッホ La Maison de la Crau　1888年9月

## 日本において
- 1998年「オルブライト＝ノックス美術館展」　伊勢丹美術館、茨城県近代美術館
- 2007年「パッション・コンプレックス:オルブライト=ノックス美術館コレクションより」　金沢21世紀美術館